# フッ化スカンジウム(III)
フッ化スカンジウム(III)（scandium(III) fluoride）は、組成式がScF3の無機化合物である。水には僅かしか溶解しないが、フッ化物イオンが過剰量のときはScF63−を形成する。

## 合成
ScF3はスカンジウムとフッ素を反応させることで合成することが可能である。また、高温条件下でのSc2O3とフッ化水素アンモニウムの反応によってスカンジウム鉱物のソートベイタイトから抽出することもできる。
{\displaystyle {\ce {Sc2O3\ + NH4HF2 -> 2ScF3\ + 6NH4F\ + 3H2O}}}
上記反応の生成物を高温条件下で金属カルシウムと反応させることによりフッ化スカンジウムは金属に還元されるが、このフッ化スカンジウム混合物には通常幾種類かの金属フッ化物が含まれ生成した金属の純度が低いため、利用可能なスカンジウム金属とするにはさらなる精製を要する。

## 性質
フッ化スカンジウム(III)は、負の熱膨張率を示す（すなわち温度上昇によって収縮する、負膨張）という特異な性質を有している。この現象はフッ化物イオンの4次振動によって説明される。大部分の物質では蓄積されるひずみエネルギーが角度変位の2乗に比例するが、フッ化物イオンでは角度変位の4乗に比例する。フッ素原子は2つのスカンジウム原子と結合しており、温度上昇に伴い増幅するフッ素原子の垂直振動によって2つのスカンジウム原子が引き付けられるため、それに伴ってバルク材料全体も収縮される。フッ化スカンジウム(III)は、少なくとも10 Kから1100 Kまでの範囲でこの性質を示すが、より高温では正の熱膨張率を示す。さらに、大気圧下、10-1600 Kの温度範囲では立方対称性を維持したままで伸縮する。極低温領域における負の熱膨張は強力であり、60-100 Kの間の熱膨張率は-14 ppm/Kである。